# Katarina Laboure
Katarina Laboure (Fain-lès-Moutiers, Francuska, 2. svibnja 1806. – Enghien-les-Bains, 31. prosinca 1876.), redovnica milosrdnih sestara sv. Vinka Paulskoga i katolička svetica. Imala je nekoliko ukazanja Blažene Djevice Marije, njenim zalaganjem nastala je i proširila se čudotvorna medaljica.

## Životopis
Rođena je u Fain-les-Moutiersu u Bourgogni 2. svibnja 1806. godine. U 10. godini umrla joj je majka te odlazi kod tetke gdje se brinula o kućanstvu. U Blaženoj Djevici Mariji vidi novu majku. Osjetila je redovnički poziv, ali se otac protivio. Poslao ju je u Pariz k bratu, a onda nekoj rodici, da je odvrati od nauma. Usprkos tome, Katarina ulazi 22. siječnja 1830. u samostan milosrdnih sestara sv. Vinka Paulskoga. Odlikovala se poniznošću, razboritošću i vjernošću redovničkim zavjetima, a izgarala je duhom požrtvovnosti. Pomagala je bolesnicima u pariškoj ubožnici Enghien. Umrla je 31. prosinca 1876. u 71 godini. Pokopana je u kripti u Reuillyju. Njeni posmrtni ostaci preneseni su u crkvu u Rue du Bac u Parizu 1933. Za otvaranja lijesa, tijelo joj je nađeno očuvano. Papa Pio XI. proglasio ju je blaženom 28. svibnja 1933., a papa Pio XII. svetom 27. srpnja 1947.

## Ukazanja
Imala je nekoliko viđenja Blažene Djevice Marije. Prvi put je bilo u noći između 18. i 19. srpnja 1830. u samostanu u Parizu. To je povjerila ispovjedniku, ali nije joj vjerovao. Ponovno je imala ukazanje 27. studenog iste godine. 
Gospa joj je poručila: 
Unatoč svemu ispovjednik joj i dalje nije vjerovao. Gospa joj se ukazala treći put u prosincu 1830. i rekla kako će doći dan, kada će svi biti uređeno kako ona želi. Prva medaljica iskovana je uz dopuštenje pariškoga nadbiskupa 1832. U sljedeće četiri godine, izrađeno je 8 milijuna medaljica. Katarina je namjerno živjela u anonimnosti, a sebe je smatrala samo glasnicom. Nakon ispovjednikove smrti, tajnu je povjerila poglavarici samostana. Od tada se još brže šire medaljice. Dogodile su se brojne milosti, onima koji su nosili medaljicu pa je prozvana čudotvornom. Među najpoznatijim čudesima je obraćenje Židova Alonsa Ratibonnea 20. siječnja 1842. u rimskoj crkvi sv. Andrije dellla Fratte. Poljski franjevac sv. Maksimilijan Kolbe je u velikoj mjeri širio čudotvorne medaljice. 